# 行路上廣州
行路上廣州是香港每年一度的慈善活動，為中國大陸的失學兒童籌款，讓他們重返校園。因配合內地假期，2018年或會是新春期間舉辦的最後一次，之後考慮改在期他日子舉行。由1994年到2018年，據計有5200人次參與，籌得善款累計88,800,000港元。2019年行路上廣州新春活動，目前正與內地合作單位申辦中。

## 「行路上廣州」慈善活動
1993年，一位經常往返中港兩地的香港商人於穗港直通車上，想到百多元已經是中國山區兒童一年的學費，就自發性向身邊親友募捐，發起「行路上廣州」步行籌款活動，共有七人參加，喚起香港人關注中國內地教育。1994年起，活動由苗圃行動接辦至今。
由1994年至2006年，參加人次已超過2000人次，總籌款額起過港幣3000萬元。

## 俗語「行路上廣州」
「行路上廣州」是一句香港髒話俗語，全句為「戇鳩鳩，行路上廣州」，有指某人愚蠢的意思，要走路（粵語稱「走路」為「行路」）去廣州。
相傳這句俗語源自1925年的省港大罷工。當時數以萬計香港工人響應號召，離開香港的工作崗位，返回廣州。香港殖民地政府下令九廣鐵路停駛，故此離港工人多數只能以步行方法回廣州。
然而，在交通工具未發達的1950年代之前，人們可自由跨過中港邊界，從香港走路到廣州是間中有發生的事。香港日治時期日本執行「歸鄉政策」，大批香港市民被逼離開香港到中國大陸，當時幾乎所有人都是以步行的方式回到廣州甚至更遠的地方。至於在1910年九廣鐵路通車之前，步行是來往香港及廣州最便宜的方法。其他交通工具則有水路上來往香港及廣州的輪船，與及陸上的轎、山兜（輿）等等。

## 外部連結
- 苗圃行動—行路上廣州 （页面存档备份，存于）
- 惑世誣民行偽而堅 真於鬼神假於人世 林行止 （页面存档备份，存于）